# Neylandville, Texas
Neylandville là một thị trấn thuộc quận Hunt, tiểu bang Texas, Hoa Kỳ. Năm 2010, dân số của thị trấn này là 97 người.

## Dân số
- Dân số năm 2000: 56 người.
- Dân số năm 2010: 97 người.